# EasyToys
EasyToys is een Nederlandse erotische webwinkel. Van 2007 tot 2021 behoorde EasyToys tot moederbedrijf EDC. Sinds 2021 maakt het onderdeel uit van EQOM Group waartoe onder meer ook Christine le Duc, Kondomeriet en Amorelie behoren. EasyToys is naast Nederland actief in Duitsland, Spanje, Engeland, Frankrijk, Noorwegen en Polen.

## Geschiedenis

### Oprichting en groei
Na diverse banen in de logistiek en als facilitair medewerker, gaat de Groningse Eric Idema zich rond de millenniumwisseling in de mogelijkheden van een eigen website verdiepen. Oud-collega’s runden in hun vrije tijd erotiekwebsites, volgens Idema een interessante business met een slim verdienmodel. Hij richtte verschillende erotiekwebsites op die hij zelf bouwde en waarvoor hij zelf de marketing deed.
In 2004 was online erotiekwinkel EDC (‘Erodiscount’) Internet een feit. Drie jaar later, op 21 februari 2007, zag merknaam EasyToys het levenslicht. ‘Easy’, omdat Idema wilde dat seksspeeltjes op een eenvoudige en laagdrempelige manier konden worden besteld. Na verschillende uitbreidingen en verhuizingen, verplaatste het hoofdkantoor in 2016 naar een pand van 8000 vierkante meter aan de Phoenixweg in Veendam waar het tot op heden is gevestigd.

## Sponsoring FC Emmen
In 2020 wilde EasyToys voetbalploeg FC Emmen sponsoren, maar dit stuitte aanvankelijk op kritiek vanuit de KNVB gezien de aard van het bedrijf. Nadat dit uitgebreid in de media werd uitgemeten, ontstond er een landelijke discussie over het feit of het voor een seksshop mogelijk zou moeten zijn om een sportvereniging te sponsoren. Later dat jaar vond er toch een overeenstemming plaats en stond de KNVB de sponsoring toe. Per december 2020 werd tijdens een ledenvergadering bepaald dat de KNVB niet langer mag beslissen of een bedrijf shirtsponsor van een club mag zijn en de toetsingscriteria voor een sponsorschap werden uit het Sponsoringreglement Betaald Voetbal geschrapt.
Na het seizoen 2023/2024 eindigt de samenwerking tussen FC Emmen en EasyToys. Na vier seizoenen beëindigt EasyToys de sponsordeal. Oprichter Eric Idema verklaarde dat het bedrijf stopt op het hoogtepunt, maar de band met FC Emmen blijft sterk en beide partijen hebben veel aan elkaar te danken gehad.

## Olympisch Kwalificatietoernooi Curling
EasyToys was hoofdsponsor van het Olympisch kwalificatietoernooi (OKT) curling dat in december 2021 voor het eerst in Nederland werd gehouden. Daarbij wilde het bedrijf de voor curling zo belangrijke 'hoglines' EasyToys-roze kleuren. Toen echter bekend werd wie de hoofdsponsor was, dreigden enkele buitenlandse omroepen uit onder andere Amerika en Japan de wedstrijden niet uit te zenden. De World Curling Federation (WCF) en EasyToys besloten het logo van het erotiekbedrijf te vervangen door een gezamenlijk statement: #equalityforall. Het EasyToys-logo was slechts nog op één baan te zien op de home-end. De hoglines bleven wel roze.

## Reclamecampagne Tarzanbocht
In aanloop naar de Formule 1-race in 2022 op het circuit van Zandvoort had EasyToys een reclamecampagne opgezet die te zien zou zijn op schermen in winkeltjes bij 100 Shell-stations. Met een knipoog naar de befaamde Tarzanbocht van het circuit was op de visual een deel van de Tarzan-vibrator afgebeeld, met daarbij de tekst: ‘Tarzanbocht. De enige bocht die je echt moet nemen’. Later besloot Shell de reclame-uiting toch te verwijderen, omdat ze hem ‘te kort door de bocht’ vonden, zo meldde een woordvoerder aan het Algemeen Dagblad.

## EasyToys op Nederlandse luchthavens
Vanaf september 2023 kregen de erotische producten van EasyToys een plek in de winkels van Capi-Lux op Schiphol en Eindhoven Airport. Het assortiment omvatte de top tien populairste speeltjes van de webshop. Volgens Eric Idema, oprichter van EasyToys, bood deze samenwerking reizigers de kans om iets spannends mee te nemen voor hun reis, wat bijdroeg aan een leukere vakantie en meer ontspanning.

## EasyToys opent eerste fysieke winkels
Eind 2023 en begin 2024 opende EasyToys twee nieuwe fysieke winkels in Nederland. De winkel in Groningen werd op 29 november 2023 geopend aan het Gedempte Zuiderdiep.
Op 14 april 2024 opende EasyToys een tweede winkel in het Zeeheldenkwartier in Den Haag. Volgens Megan Smit, productspecialist bij EasyToys, is de winkel bedoeld om het taboe rondom seks en het gebruik van speeltjes te doorbreken en mensen vrijer te laten praten over plezier en genot.

## Samenwerkingen met retailers
2022: ETOS
2022: Hunkemöller
2022: Hema
2023: Jumbo

## Sponsorschap en andere samenwerkingen
2018:             FC Groningen
Vanaf 2018: Huishoudbeurs
2019:            RUMAG
Vanaf 2020:  FC Emmen (hoofdsponsor)
2021:            Olympisch kwalificatietoernooi curling
2021:            Dance4Life
Vanaf 2022:  Pride Amsterdam
2022:            Bloeizone Fryslàn Tour (hoofdsponsor)
Vanaf 2022:  Zwarte Cross
2022:            Milkshake Festival
2023:            Van der Valk Schiphol
2023:            Stichting Zaadbalkanker
2023:            New York Pizza